# Košarkarski Klub Olimpija
El Košarkarski klub Olimpija o KK Olimpija era un equip de bàsquet professional d'Eslovènia.
Olimpija va guanyar 23 campionats de la Lliga Nacional, inclosos vuit títols consecutius entre 1992 i 1999. Han jugat en dues Lligues Nacionals diferents des del 1946, la Lliga Federal Iugoslava (1946-1991) i la Lliga eslovena (1991-2019). També va guanyar una Lliga Adriàtica i una Copa d'Europa de la FIBA.
El juliol de 2019, l'equip es va fusionar amb el KK Cedevita croat, formant un nou club, el KK Cedevita Olimpija.
L'Olimpija va ser fundat el 1946 com a part d'un altre club més gran anomenat Svodova. Posteriorment el nom de l'entitat va canviar diverses vegades: Enotnost (1947-1954), ASK Olimpija (1955-1976), KK Olimpija (1977-2019). Degut als patrocinadors també va ser conegut com a diferents noms (Brest, Iskra, ZZI, Smelt, Union i Petrol).
L'equip disputava inicialment els seus partits com a local al Gimnàs Tabor, per a posteriorment traslladar-se al Dvorana Tivoli el 1965. Aquest pavelló només compta amb 4.050 seients, de manera que en les ocasions en què l'equip disputava partits d'Eurolliga ho feia en un pavelló amb una capacitat més gran: el Ledena dvorana Tivoli, amb 5.500 localitats. Des del 2010 l'Olimpija disputà els seus partits com a local a l'Arena Stožice, amb capacitat per 12.480 espectadors.

## Palmarès
- Copa d'Europa de la FIBA
  - Campions (1): 1993-94
- Lliga Adriàtica
  - Campions (1): 2001–02
  - Finalistes (1): 2010–11
- Lliga eslovena
  - Campions (17): 1991–92, 1992–93, 1993–94, 1994–95, 1995–96, 1996–97, 1997–98, 1998–99, 2000–01, 2001–02, 2003–04, 2004–05, 2005–06, 2007–08, 2008–09, 2016–17, 2017–18
  - Finalistes (8): 2002–03, 2006–07, 2009–10, 2010–11, 2011–12, 2012–13, 2013–14, 2018–19
- Copa eslovena
  - Campions (20): 1992, 1993, 1994, 1995, 1997, 1998, 1999, 2000, 2001, 2002, 2003, 2005, 2006, 2008, 2009, 2010, 2011, 2012, 2013, 2017
  - Finalistes (3): 2004, 2007, 2014
- Supercopa eslovena
  - Campions (8): 2003, 2004, 2005, 2007, 2008, 2009, 2013, 2017
  - Finalistes (5): 2010, 2011, 2012, 2014, 2018
- Lliga iugoslava
  - Campions (6): 1957, 1959, 1961, 1962, 1966, 1969–70
  - Finalistes (8): 1953, 1956, 1958, 1960, 1965, 1967, 1967–68, 1968–69
- Copa iugoslava
  - Finalistes (5): 1960, 1968–69, 1970–71, 1981–82, 1986–87

## Jugadors històrics
| - Eslovènia: - Borut Bassin - Sani Bečirovič - Mirza Begić - Jaka Blažič - Primož Brezec - Ivo Daneu - Jaka Daneu - Goran Dragić - - Gregor Fučka - Jurica Golemac - Boris Gorenc - Dušan Hauptman - Roman Horvat - Goran Jagodnik - Vinko Jelovac - Goran Jurak - Ivica Jurković - Jaka Klobučar - Slavko Kotnik - Marijan Kraljević - Domen Lorbek - Erazem Lorbek - - Ariel McDonald - Marko Milič - Stipe Modrić - Boštjan Nachbar - Radoslav Nesterovič - Sašo Ožbolt - Pavle Polanec - Klemen Prepelič - Hasan Rizvić - Uroš Slokar - Slobodan Subotič - Marko Tušek - Beno Udrih - Samo Udrih - Gašper Vidmar - Peter Vilfan - Jurij Zdovc - Miha Zupan - Aljoša Žorga | - Austràlia: - Aron Baynes - Bòsnia i Hercegovina: - Edin Bavčić - Jasmin Hukić - Haris Mujezinović - - Aleksej Nešović - Aleksandar Radojević - - Ratko Varda - Croàcia - Marino Baždarić - Krešimir Ćosić - Emilio Kovačić - Damir Markota - Sandro Nicević - Joško Poljak - - Dženan Rahimić - Damjan Rudež - Luka Žorić - República Txeca - Jiří Welsch - Finlàndia - Teemu Rannikko | - Geòrgia - - Vladimir Boisa - Manuchar Markoishvili - Giorgi Shermadini - - Vladimir Stepania - Israel - Yotam Halperin - Letònia - Dāvis Bertāns - Roberts Štelmahers - Lituània - Šarūnas Jasikevičius - Mindaugas Žukauskas - Deividas Gailius - Mali - Soumaila Samake - Montenegro - Vladimir Dašić - Vladimir Golubović - Goran Jeretin - Suad Šehović - Països Baixos - Remon van de Hare - Nigèria - Aloysius Anagonye - Tunji Awojobi - Olumide Oyedeji - Polònia - Szymon Szewczyk - Puerto Rico - Andrés Rodríguez | - Macedònia del Nord - Dušan Bocevski - - Vlado Ilievski - Rússia - Vitaly Nosov - Sèrbia - Nemanja Aleksandrov - Radisav Ćurčić - Turquia - Ender Arslan - EUA - Walter Berry - Danny Green - Kenny Gregory - Lorinza Harrington - Darren Henrie - DeMarco Johnson - Jimmy Oliver - Dylan Page - Marque Perry - Kevinn Pinkney - John Taylor - Deon Thompson - Matt Walsh |  |

### Números retirats
- 12 – Marko Milič
- 13 – Ivo Daneu